# Dynastor stygianus
Dynastor stygianus är en fjärilsart som beskrevs av Butler 1872. Dynastor stygianus ingår i släktet Dynastor och familjen praktfjärilar. Inga underarter finns listade i Catalogue of Life.